# Mossimo

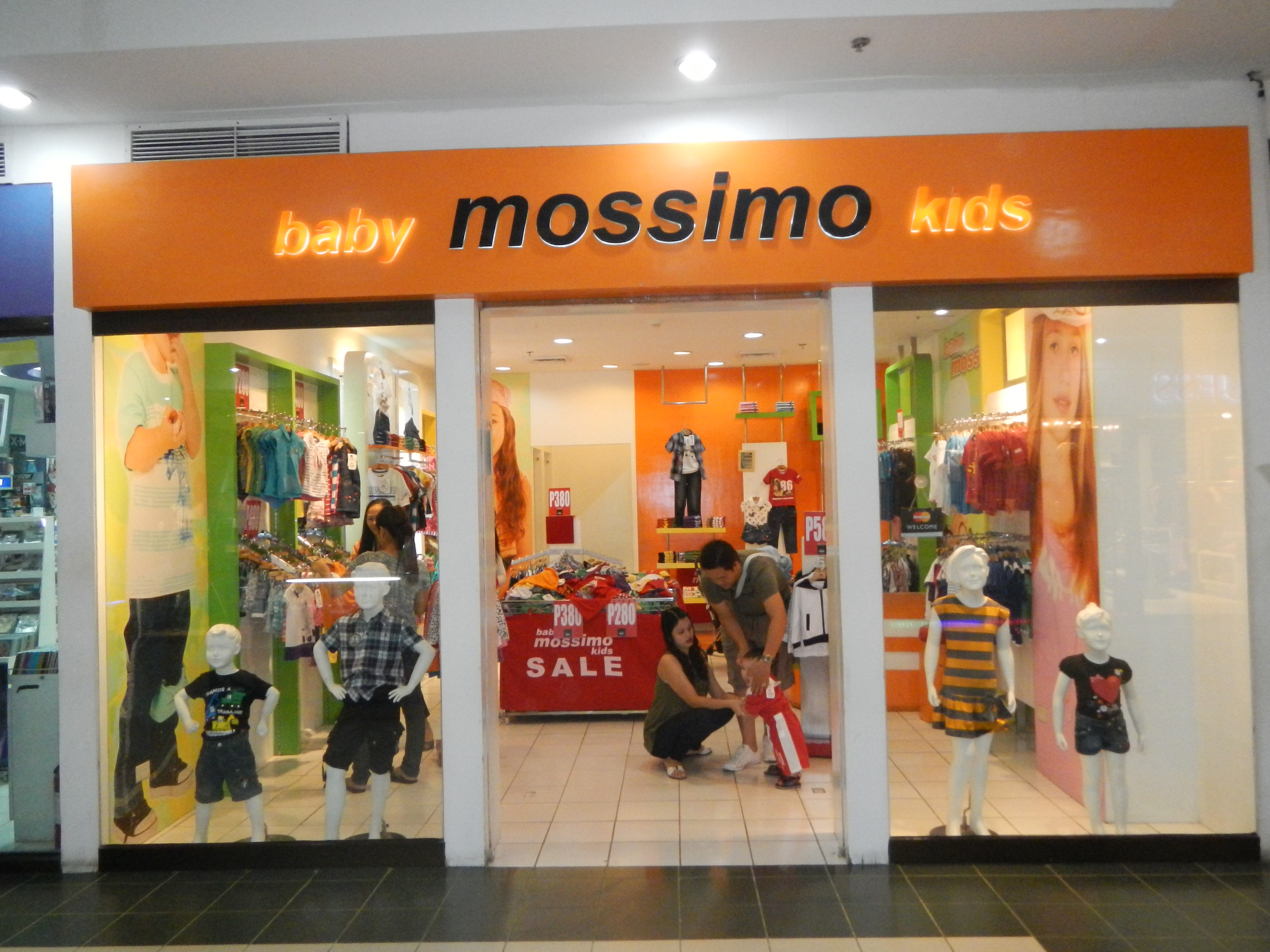
Tienda de ropa para niños y bebés

Mossimo fue una empresa de ropa deportiva y accesorios, fundada en 1986 por el diseñador Mossimo Giannulli, adquirida por el Iconix Brand Group en 2006. La firma estaba especializada en ropa para jóvenes y adolescentes, como camisetas, vaqueros, chaquetas, calcetines, ropa interior y accesorios.

## Historia

### Fundación (1986) y expansión
Mossimo fue fundada en 1986 por Mossimo Giannulli en isla Balboa, en Newport Beach. Giannulli abandonó la Universidad del Sur de California en 1987 para crear su línea de ropa urbana con el nombre de Mossimo, mediante un préstamo de 100.000 dólares facilitado por su padre. Al cierre del primer año fiscal de su empresa, Giannulli obtuvo ganancias de 1 millón de dólares. Al año siguiente, sus ganancias alcanzaron los 4 millones.
La ropa de Mossimo aparece de forma destacada en la película de voleibol de 1990 "Side Out".

### OPV (1996) y relación con Target (2000-2017)
En 1996, Mossimo salió a bolsa en una oferta pública de venta (OPV). Tras la caída de las acciones de 50,00 a 4,75 dólares cuando Giannulli intentó, sin éxito, transformar la marca de ropa urbana y de playa en una marca de alta costura, se vio obligado a reducir los activos de su negocio. El 28 de marzo de 2000, Mossimo, Inc. anunció un importante acuerdo de licencia multiproducto con las tiendas Target, por 27,8 millones de dólares. En 2017, Target se renovó, introduciendo nuevas líneas más pequeñas y eliminando líneas más grandes y multimillonarias, como Mossimo.
Target se distanció de la firma Mossimo tras la participación de Mossimo Giannulli en el escándalo de corrupción en admisiones universitarias del 2019, alegando que la propia firma Target no había tenido relación con Giannulli en más de una década. Mossimo y su esposa, la actriz Lori Loughlin, fueron condenados por sobornar a funcionarios de la Universidad del Sur de California con hasta 500.000 dólares para asegurar la matrícula de sus dos hijas.

### Adquisición por Iconix (2006)
En 2006, Mossimo fue adquirida por el Iconix Brand Group.

## Relojes
Como parte de su línea de complementos de moda, la firma Mossimo comercializó una línea de relojes de pulsera con su marca.